# Kragstalund
Kragstalund är ett område i södra delen av Vallentuna kommun, Stockholms län.
Kragstalund är även namnet på en av Roslagsbanans stationer som ligger i området med samma namn. Den togs i bruk år 1993 och ersatte då Byle, som låg några hundra meter söder om Kragstalund. Kragstalunds station har idag två spår: ett som går mot Ormsta station och ett mot Stockholm Ö.
Vid Kragstalunds station ligger 2 skolor inom 100 meters avstånd: Bällstabergskolan och friskolan Vittra. I Kragstaområdet finns även en ICA-butik och en pizzeria. I Bällsta/Kragsta finns en livsmedelsaffär och frisör.